# Kückelheim (Schmallenberg)

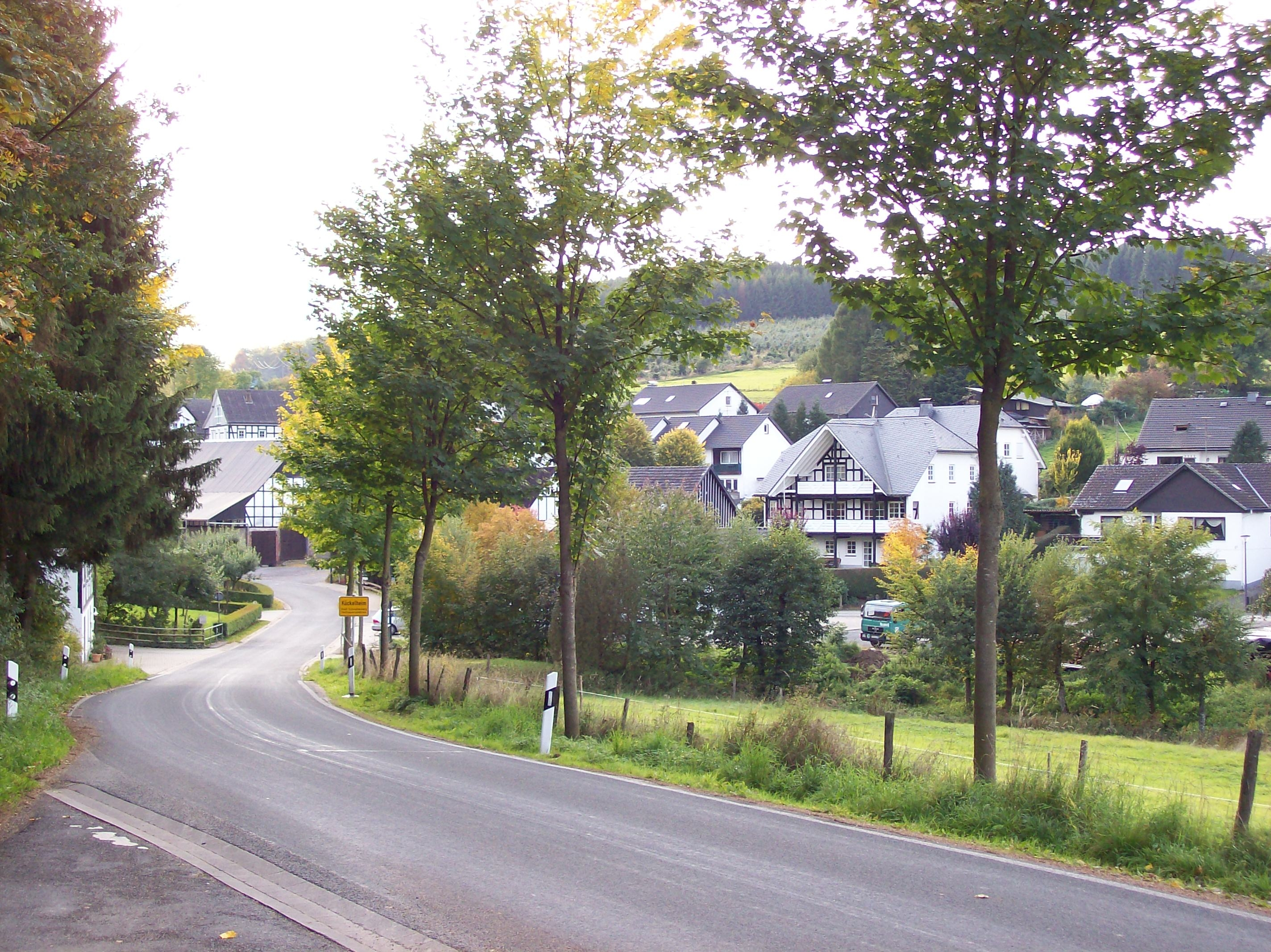
Ortseingang von Kückelheim

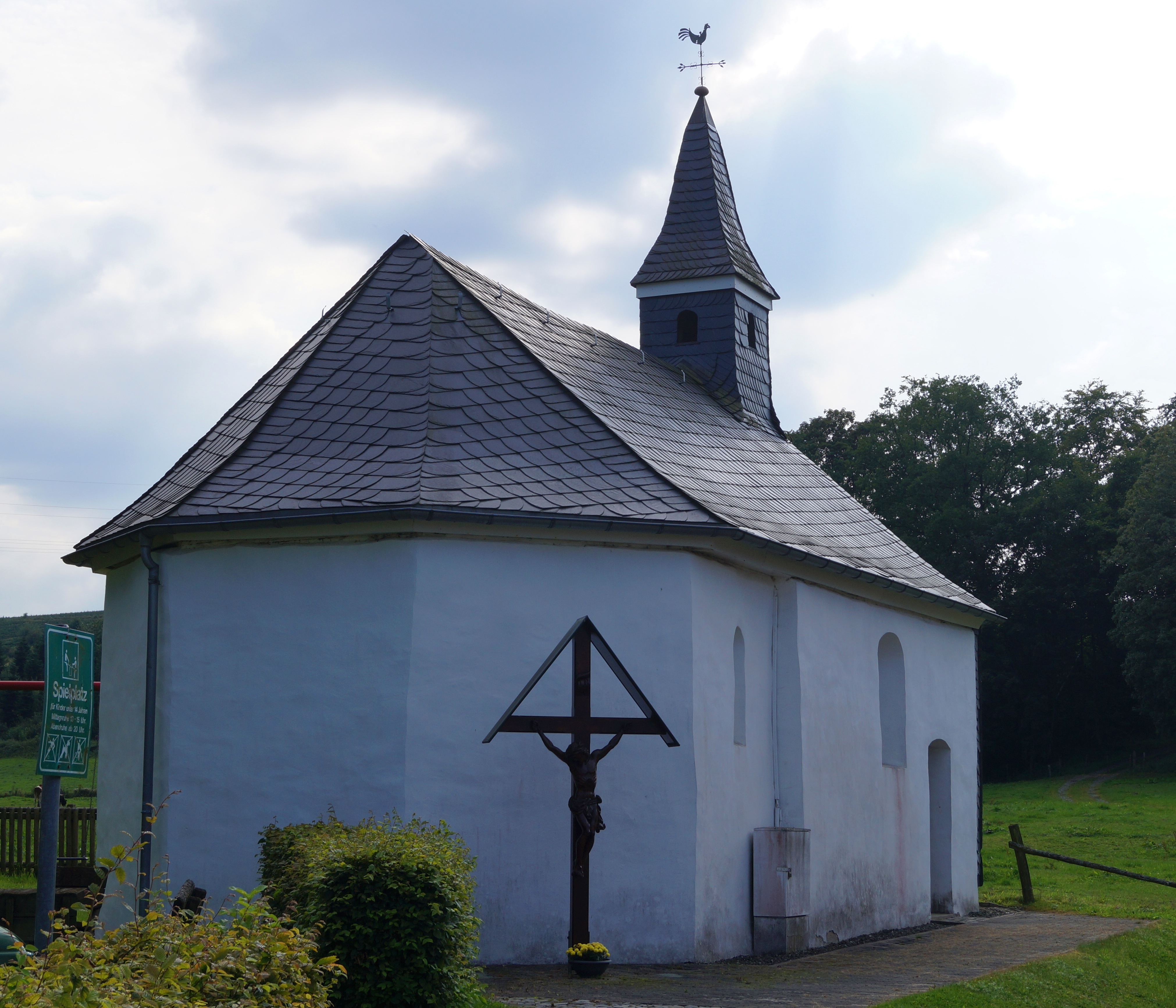
Kapelle St. Johannes der Täufer

Kückelheim ist ein Ortsteil der Stadt Schmallenberg in Nordrhein-Westfalen.

## Geografie
Das Dorf liegt rund 7 km nordwestlich von Schmallenberg auf einer Höhe von 390 m über NN. Durch den Ort fließt der Mühlenbach und führt die K 35.
Angrenzende Orte sind Arpe, Bracht, Selkentrop und Werntrop. Um Kückelheim liegen das Landschaftsschutzgebiet Restoffenland westlich und östlich Kückelheim, ferner südlich und nordöstlich das Landschaftsschutzgebiet Mühlenbach von nördlich Werntrop bis Arpe und nördlich das Landschaftsschutzgebiet Grünlandkomplexe südlich Arpe.

## Geschichte und Religion
Von dem obersten Hof oder Alten Hof zu Kückelheim sind Urkunden aus dem 14. und 15. Jahrhundert erhalten. Er war teils Pachtgut des Klosters Grafschaft und teils Erbgut. Der Hof besaß den halben Kaltenhof, der südlich der Werntroper Mühle lag.
Bis zur kommunalen Neugliederung in Nordrhein-Westfalen gehörte Kückelheim zur Gemeinde Berghausen. Seit dem 1. Januar 1975 ist Kückelheim ein Ortsteil der Stadt Schmallenberg.
Die Kapelle St. Johannes der Täufer wurde im 17. Jahrhundert erbaut.